# Melbourne Beach
Melbourne Beach – miasto w Stanach Zjednoczonych, w stanie Floryda, w hrabstwie Brevard.